# Södra Laxetjärnet
Södra Laxetjärnet är en sjö i Arvika kommun i Värmland och ingår i Göta älvs huvudavrinningsområde. Sjöns area är 0,031 kvadratkilometer och den befinner sig 215 meter över havet.